# Naturpark des Monte Fenera
Der Naturpark des Monte Fenera (ital. Parco Naturale del Monte Fenera) ist ein Naturpark von 725,98 Hektar auf den Hügeln des unteren Valsesia um den Monte Fenera (899 m ü. M.) im Piemont im Nordwesten Italiens.

## Geschichte
Der Naturpark wurde 1987 gegründet. Es wurde außerdem ein „Gebiet von gemeinschaftlicher Bedeutung“ Monte Fenera (IT1120003) eingerichtet. Im Gebiet des Parco naturale wurden Reste des Neandertalers, der Moustérien-Kultur (mittleres Paläolithikum) und des Höhlenbären gefunden. Die Verkarstung hat diverse Höhlen geschaffen, in denen diese Funde gemacht wurden. Derzeit finden sich hier ca. 30 endemische Pflanzenarten.

## Geographie
Der Monte Fenera liegt im Bassa Valsesiatal in der Nähe der Städte Novara und Vercelli. Das umgebende Tal ist durch weite Reisfelder geprägt. Der Naturpark selbst ist ein optimaler Ausgangspunkt für Exkursionen in die Berggruppe des Monte Rosa, oder an den nahegelegenen Lago Maggiore und Lago d’Orta.